# Список лідерів кінопрокату України 2022
Список лідерів кінопрокату України 2022 року містить анотоване перерахування фільмів, які займали перше місце в Україні за підсумками зборів кожного з тижнів 2022 року з сумою понад $1,000,000. Список заснований на остаточних сумах, зароблених фільмами з продажу квитків у кінотеатрах. Прибуток від відеопрокату, показу телебаченням тощо не враховується. Суми вказуються у доларах США і не враховують інфляцію. Суми касових зборів наведені за даними сайту Box Office Mojo.
| # | Назва фільму                     | Країна               | Збори в Україні, $ |
| - | -------------------------------- | -------------------- | ------------------ |
| 1 | Людина-павук: Додому шляху нема  | США                  | 8 444 700          |
| 2 | Аватар: Шлях води                | США                  | 4 912 660          |
| 3 | Uncharted: Незвідане             | США                  | 2 939 742          |
| 4 | Кінгс Мен                        | Велика Британія, США | 2 221 336          |
| 5 | Смерть на Нілі                   | Велика Британія, США | 1 289 236          |
| 6 | Кіт у чоботях 2: Останнє бажання | США                  | 1 105 610          |
| 7 | Посіпаки: Становлення лиходія    | США                  | 1 082 509          |